# Buphonia
Mit Buphonia oder Bouphonia (altgriechisch βουφόνια ‚Ochsenmord‘) bezeichnet man ein Tieropfer, das im archaischen und klassischen Athen anlässlich des Jahresfests stattfand.

## Geschichte und Legende
Das Ritual wurde am 14. Tag des Skirophorion (Σκιροφοριών, Juni–Juli), des letzten Monats des attischen Jahres, durchgeführt. Das Opfer wurde dem Zeus Polieus auf der Akropolis dargeboten, und die Feierlichkeiten, in deren Rahmen das Ritual seinen Platz hatte, wurden Dipolieia (Διπολίεια oder Διπόλεια) genannt. Das Ritual ist wegen seiner Eigentümlichkeit mit vielen Details überliefert worden. Es war möglicherweise manchmal die einzige Form oder die Hauptform des athenischen Jahresfests, da in einigen ionischen Kalendern der letzte Jahresmonat Bouphonion genannt wird. Die Dipolieia fanden bis in das 2. Jahrhundert n. Chr. statt und galten bereits im 5. Jahrhundert v. Chr. als sehr alt, wie Aristophanes vermuten lässt, der die Wörter dipolieia und bouphonia in den Wolken dazu verwendet, um „alten (sinnlosen) Zopf“ zu bezeichnen.
Die Gründungslegende wird von mehreren Quellen (u. a. Theophrast bei Porphyrios und in der Suda) überliefert. Einer Variante der unterschiedlich überlieferten Legende zufolge wurden zur Zeit des Königs Erechtheus in Athen nur pflanzliche Opfer den Göttern dargeboten. Ein Ochse habe sich während eines solchen Opfers dem Altar genähert und das dem Zeus geweihte Getreide verzehrt. Aus Zorn für diese Entweihung habe ein Bauer namens Thaulon (oder Sopatros oder Diomos) den Ochsen mit einer Axt niedergeschlagen und sei anschließend geflohen. Das sei die erste Tötung eines Ochsen überhaupt gewesen und wurde von den Göttern mit einer Pest im Lande bestraft. Das Orakel von Delphi habe daraufhin angeordnet, das Opfer jährlich zu wiederholen. Von dem „Ochsenmörder“ stamme das Geschlecht der Thauloniden ab.

## Ablauf des Rituals
Der Ablauf des Opferritus wird von mehreren Autoren, darunter Pausanias und Porphyrios, mit einigen Unstimmigkeiten beschrieben. Eine Reihe Ochsen – Porphyrios zufolge von wassertragenden Mädchen begleitet – wird in einer Prozession um einen Altar, der mit Getreide und Gebäck gedeckt ist, herumgeführt. Der erste Ochse, der von dem Getreide frisst, wird auf der Stelle niedergeschlagen. Der "Ochsenschläger" – ein Thaulonide – wirft das Beil oder die Axt nieder und flieht. Dann wird das Tier von anderen Teilnehmern zerlegt und gegessen. Anschließend findet im Prytaneion ein Streit statt, wobei die Beteiligten die Schuld am Tod des Ochsen aufeinander schieben: Die Wasserträgerinnen (das Wasser war für das Wetzen des Beils gedacht) beschuldigen die, die das Beil wetzten; diese beschuldigen diejenigen, die das Beil trugen, die wiederum den Schlächter. Ob der "Ochsenschläger" während des Streits verschwunden bleibt, ist nicht klar. Schließlich wird die Schuld dem Beil zugeschoben, das deswegen verflucht und ins Meer geworfen wird. Laut Porphyrios wird am Ende des Rituals die Haut des geopferten Ochsen ausgestopft, er wird aufgestellt und vor einen Pflug gespannt.

## Religionsgeschichtliche Ansätze
Die Eigentümlichkeit der Merkmale des Opfers im Ritual der Bouphónia ist der Hauptgrund dafür, dass der Ablauf des Rituals vergleichsweise gut bekannt ist. Diese Merkmale sind in der anthropologischen und in der religionsgeschichtlichen Forschung unterschiedlich interpretiert worden. Das Auftreten von Schuld und Streit als Teil einer sonst für antike Griechen so gewöhnlichen Handlung wie der Opferung eines Tiers wirft dabei die meisten Fragen auf.
Karl Meuli hat die Eigentümlichkeit des Buphonienrituals heruntergespielt. Für Meuli weist das Ritual den üblichen Ablauf der Opferriten auf, nur die "Unschuldskomödie" rund um die Tötung des Ochsen tritt hier überdeutlich hervor.
Für Walter Burkert spiegelt das Ritual die ängstliche Spannung und die Schuld, die jegliche Tötung mit sich bringt, insbesondere die eines überlebenswichtigen Zuchttiers. Die Schuldzuweisung zwischen den Teilnehmern und die endgültige Verbannung des Beils diene dazu, die ganze Gemeinschaft mit der Schuld zu belasten und schließlich davon zu entlasten. Diese Spannungen seien ein Ausdruck der Idee des Endes und des Neuanfangs, die typisch für das Neujahrsfest ist.
Andere Interpreten betrachten die Schuld des „Ochsenschlägers“ als fortdauernde Erinnerung daran, dass der Ochse ursprünglich stellvertretend für einen Menschen getötet worden sei, oder sie argumentieren, dass die Tötung eines Arbeitstiers doch keine gewöhnliche Opferform gewesen sei. Die Ausstoßung eines Gegenstands – des Beils – sei eine für die Athener normale rechtliche Handlung gewesen, wenn der Gegenstand den Tod eines Menschen verursacht habe.
Fred Naiden verwirft, den spätantiken Kritikern folgend, die Version des Porphyrios und geht von der Darstellung des Pausanias aus. Nach Pausanias war der zum Ritual gehörende Prozess der Ursprung der Gerichtsbarkeit über Schwerverbrechen im Prytaneion. Fred Naiden vermutet daher, dass die Buphonia an die Herkunft eines Gerichts erinnern sollten und nicht als Ausdruck einer ursprünglichen Verurteilung der Praxis von Tieropfern gedacht waren.